# Gabriel Deck
Gabriel Alejandro Deck, detto Tortuga (Añatuya, 8 febbraio 1995), è un cestista argentino che gioca nel Real Madrid e con l’Argentina.

## Statistiche

### NBA

#### Regular Season
| Anno      | Squadra          | PG | PT | MP   | TC%  | 3P%  | TL%  | RP  | AP  | PRP | SP  | PP  |
| --------- | ---------------- | -- | -- | ---- | ---- | ---- | ---- | --- | --- | --- | --- | --- |
| 2020-2021 | Oklahoma Thunder | 10 | 0  | 21,2 | 47,8 | 13,3 | 81,8 | 4,0 | 2,4 | 0,8 | 0,0 | 8,4 |
| 2021-2022 | Oklahoma Thunder | 7  | 0  | 8,0  | 57,1 | 50,0 | -    | 0,9 | 0,7 | 0,1 | 0,0 | 2,6 |
| Carriera  | Carriera         | 17 | 0  | 15,8 | 49,4 | 21,1 | 81,8 | 2,7 | 1,7 | 0,5 | 0,0 | 6,0 |

### Eurolega
| Anno       | Squadra     | PG  | PT  | MP   | TC%  | 3P%  | TL%  | RP  | AP  | PRP | SP  | PP   |
| ---------- | ----------- | --- | --- | ---- | ---- | ---- | ---- | --- | --- | --- | --- | ---- |
| 2018-2019  | Real Madrid | 31  | 11  | 14,7 | 59,5 | 33,3 | 69,8 | 2,4 | 0,7 | 0,2 | 0,0 | 4,4  |
| 2019-2020  | Real Madrid | 24  | 17  | 20,1 | 46,4 | 25,9 | 82,0 | 3,2 | 1,5 | 0,3 | 0,1 | 7,4  |
| 2020-2021  | Real Madrid | 32  | 22  | 24,1 | 49,0 | 40,7 | 84,3 | 3,7 | 1,2 | 0,7 | 0,0 | 8,8  |
| 2021-2022  | Real Madrid | 11  | 9   | 25,4 | 56,7 | 47,1 | 84,0 | 4,8 | 0,8 | 0,6 | 0,0 | 9,5  |
| 2022-2023† | Real Madrid | 31  | 23  | 26,1 | 57,1 | 31,9 | 84,5 | 5,4 | 1,9 | 0,5 | 0,1 | 12,3 |
| 2023-2024  | Real Madrid | 28  | 15  | 21,2 | 58,2 | 35,8 | 87,8 | 3,2 | 1,1 | 0,6 | 0,0 | 9,0  |
| 2024-2025  | Real Madrid | 28  | 15  | 23,4 | 54,9 | 41,2 | 65,4 | 3,2 | 1,4 | 0,5 | 0,2 | 8,0  |
| Carriera   | Carriera    | 185 | 112 | 21,9 | 54,2 | 36,8 | 80,3 | 3,6 | 1,2 | 0,5 | 0,1 | 8,4  |

## Palmarès
- Liga de las Américas: 1

San Lorenzo: 2018
- Campionato spagnolo: 4

Real Madrid: 2018-2019, 2021-2022, 2023-2024 , 2024-2025
- Campionato argentino: 3

Quimsa: 2014-2015
San Lorenzo 2016-2017, 2017-2018
- Copa del Rey: 2

Real Madrid: 2020, 2024
- Supercoppa spagnola: 5

Real Madrid: 2018, 2019, 2020, 2022, 2023
- Eurolega: 1

Real Madrid: 2022-2023
- Torneo Súper 8: 1

Quimsa: 2014
- Torneo Súper 4: 1

San Lorenzo 2017